# تیمو کیستری
تیمو کیستری (به انگلیسی: Teemu Keisteri) (زاده ۲۲ اوت ۱۹۸۵) دی‌جی فنلاندی است.
او نماینده فنلاند در یوروویژن ۲۰۲۴ بود.